# Стави Київської області
Стави Київської області — стави, які розташовані на території Київської області (в адміністративних районах і басейнах річок).
На території Київської області налічується 3175 ставки, загальною площею 16990 га, об'ємом 244,9 млн м³.

## Загальна характеристика
Територія Київської області становить 28,9 тис. км² (4,8 % площі України). Гідрографічна мережа області на 97 % розміщена у межах басейну Дніпра, а 3 % — у межах басейну Південного Бугу.
Гідрографічна мережа включає три великі річки — Дніпро (243 км довжина в межах області), її притоки — Прип'ять (68 км в межах області), Десну (66 км в межах області). Середні річки на території області: басейн Дніпра — Уж, Тетерів, Ірпінь, Рось, Трубіж, Супій; басейн Південного Бугу — Гнилий Тікич і Гірський Тікич.
Цільова структура призначення ставків — переважає комплексне використання, а також для зрошення, риборозведення.
Найбільше ставків знаходиться на території Сквирського (293 шт.), Києво-Святошинського (271 шт.), Кагарлицького (253 шт.) Васильківського (238 шт.) і Білоцерківського (217 шт.) районів.
Близько 30 % ставків області використовуються на умовах оренди.
Понад 92 % всіх ставків Київської області розташовано в межах району річкового басейну Дніпра, інші — в межах району річкового басейну Південного Бугу.

## Наявність ставків у межах адміністративно-територіальних районів та міст обласного підпорядкування Київської області[1]
| Баришівський           | 51   | 280   | 4,2   | 10  | 60   |              |     |     |      |    |     |
| Білоцерківський        | 217  | 970   | 20,9  | 77  | 70   |              |     |     |      |    |     |
| Богуславський          | 96   | 331   | 5,8   | 51  | 290  |              |     |     |      |    |     |
| Бориспільський         | 70   | 196   | 4,1   | 13  | 30   |              |     |     |      |    |     |
| Бородянський           | 85   | 286   | 5,1   | 20  | 30   |              |     |     |      |    |     |
| Броварський            | 129  | 208   | 3,5   | 16  | 60   |              |     |     |      |    |     |
| Васильківський         | 238  | 1618  | 16,8  | 63  | 470  |              |     |     |      |    |     |
| Вишгородський          | 41   | 149   | 2,0   | -*  | -    | Володарський | 128 | 694 | 10,1 | 55 | 540 |
| Згурівський            | 60   | 463   | 11,8  | 8   | 40   |              |     |     |      |    |     |
| Іванківський           | 56   | 1101  | 16,5  | 21  | 210  |              |     |     |      |    |     |
| Кагарлицький           | 253  | 922   | 11,9  | 31  | 30   |              |     |     |      |    |     |
| Києво-Святошинський    | 271  | 1322  | 19,3  | 51  | 160  |              |     |     |      |    |     |
| Макарівський           | 100  | 472   | 6,3   | 31  | 100  |              |     |     |      |    |     |
| Миронівський           | 87   | 711   | 7,4   | 15  | 110  |              |     |     |      |    |     |
| Обухівський            | 142  | 891   | 11,0  | 25  | 230  |              |     |     |      |    |     |
| Переяслав-Хмельницький | 63   | 227   | 3,4   | 6   | 10   |              |     |     |      |    |     |
| Поліський              | 7    | 40    | 0,9   | 1   | 1    |              |     |     |      |    |     |
| Рокитнянський          | 87   | 855   | 12,3  | 39  | 150  |              |     |     |      |    |     |
| Сквирський             | 293  | 1261  | 19,4  | 80  | 510  |              |     |     |      |    |     |
| Ставищенський          | 121  | 941   | 7,5   | 98  | 840  |              |     |     |      |    |     |
| Таращанський           | 189  | 1085  | 14,6  | 100 | 910  |              |     |     |      |    |     |
| Тетіївський            | 170  | 1014  | 16,2  | 100 | 510  |              |     |     |      |    |     |
| Фастівський            | 87   | 203   | 7,4   | 34  | 530  |              |     |     |      |    |     |
| Яготинський            | 95   | 448   | 3,5   | 7   | 20   |              |     |     |      |    |     |
| м. Буча                | 8    | 39    | 0,4   | —   | -    | м. Васильків | 1   | 28  | 0,3  | —  | -   |
| м. Ірпінь              | 19   | 106   | 1,1   | —   | -    |              |     |     |      |    |     |
| м. Обухів              | 5    | 12    | 0,2   | —   | -    |              |     |     |      |    |     |
| м. Фастів              | 6    | 117   | 1,0   | —   | -    |              |     |     |      |    |     |
| Разом                  | 3175 | 16990 | 244,9 | 952 | 5911 |              |     |     |      |    |     |

Примітки: -* — немає ставків, переданих в оренду.

## Наявність ставків у межах основнихрайонів річкових басейнівна території Київської області[1]
| Район річкового басейну | Кількість ставків, шт. | Площа ставків, га | Об'єм ставків, млн м³ | В оренді, шт. | В оренді, га |
| ----------------------- | ---------------------- | ----------------- | --------------------- | ------------- | ------------ |
| Дніпра, у тому числі    | 2931                   | 15674             | 215,5                 | 787           | 5108         |
| р. Прип'ять             | 15                     | 1387              | 1,4                   | 1             | 2            |
| р. Десна                | 52                     | 102               | 1,9                   | 15            | 54           |
| р. Рось                 | 1206                   | 7072              | 75,5                  | 668           | 4013         |
| Південного Бугу         | 244                    | 1316              | 29,4                  | 165           | 803          |
| Разом                   | 3175                   | 16990             | 244,9                 | 952           | 5911         |

Понад 92 % всіх ставків Київської області розташовано в межах району річкового басейну Дніпра, інші — в межах району річкового басейну Південного Бугу.